# Europees kampioenschap voetbal mannen onder 17 - 2015
Het Europees kampioenschap voetbal onder 17 van 2015 (kortweg: EK voetbal -17) was de 33ste editie van het Europees kampioenschap voetbal mannen onder 17 en was bedoeld voor spelers die op of na 1 januari 1998 geboren zijn. Ondanks de leeftijdgrens van onder 17 jaar mochten ook spelers van 17 jaar meespelen omdat de leeftijdsgrens alleen bij het begin van de kwalificatie voor het EK gold. 
Het toernooi werd gespeeld in Bulgarije. De top 6 plaatste zich voor het wereldkampioenschap voetbal onder 17 in Chili. Frankrijk won het toernooi, in de finale werd Duitsland met 4–1 verslagen.

## Speelsteden
| Stara Zagora       | Sliven                 | Boergas            | Sozopol           |
| ------------------ | ---------------------- | ------------------ | ----------------- |
| Beroestadion       | Chadzji Dimitarstadion | Lazurstadion       | Arena Sozopol     |
| Capaciteit: 12.128 | Capaciteit: 10.000     | Capaciteit: 18.037 | Capaciteit: 3.500 |

## Scheidsrechters
In totaal werden er negen scheidsrechters, twaalf assistent-scheidsrechters en vier vierde officials voor het toernooi geselecteerd.
Scheidsrechters
- Marius Avram (Roemenië)
- Danilo Grujić (Servië)
- Adrien Jaccottet (Zwitserland)
- Mads-Kristoffer Kristoffersen (Denemarken)
- Erik Lambrechts (België)
- Dumitru Muntean (Moldavië)
- Paweł Raczkowski (Polen)
- Roy Reinshreiber (Israël)
- Alan Mario Sant (Malta)

Assistent-scheidsrechters
- Erik Arevshatyan (Armenië)
- Rejdi Avdo (Albanië)
- Mehmet Culum (Zweden)
- Namik Huseynov (Azerbeidzjan)
- Gareth Jones (Wales)
- Sten Klaasen (Estland)
- Ville Koskiniemi (Finland)
- Aleh Maslianka (Wit-Rusland)
- Nuno Pereira (Portugal)
- Romans Platonovs (Letland)
- Dovydas Sužiedėlis (Litouwen)
- Erik Weiss (Slowakije)

Vierde officials
- Georgi Kabakov (Bulgarije)
- Tsvetan Krastev (Bulgarije)
- Nikola Popov (Bulgarije)
- Ivaylo Stoyanov (Bulgarije)

## Kwalificatie

gekwalificeerde landen

Alle 54 UEFA-leden speelden in de eerste kwalificatieronde, behalve Bulgarijë omdat zij als gastland automatisch gekwalificeerd waren voor het hoofdtoernooi. Omdat Duitsland de hoogste coëfficiënt had gingen dat land direct door naar de tweede kwalificatieronde. De overgebleven 52 landen werden verdeeld in 13 groepen van vier landen. De beste twee landen van elke groep en de 5 beste nummers drie gingen door naar de tweede kwalificatieronde.
In de tweede kwalificatieronde werden de landen ingedeeld in 8 groepen van vier landen. De winnaar van elke groep en de 7 beste nummers twee gingen door naar het hoofdtoernooi

### Gekwalificeerde landen
| Land        | Gekwalificeerd als          | Beste prestatie         |
| ----------- | --------------------------- | ----------------------- |
| Bulgarije   | Gastland                    | Eerste deelname         |
| Frankrijk   | Eliteronde: Winnaar groep 1 | Kampioen (2004)         |
| Kroatië     | Eliteronde: Winnaar groep 2 | Halve finale (2005)     |
| België      | Eliteronde: Winnaar groep 3 | Halve finale (2007)     |
| Griekenland | Eliteronde: Winnaar groep 4 | Groepsfase (2010)       |
| Oostenrijk  | Eliteronde: Winnaar groep 5 | Halve finale (2003)     |
| Engeland    | Eliteronde: Winnaar groep 6 | Kampioen (2010 en 2014) |
| Tsjechië    | Eliteronde: Winnaar groep 7 | Finale (2006)           |
| Duitsland   | Eliteronde: Winnaar groep 8 | Kampioen (2009)         |
| Spanje      | Eliteronde: Beste tweede    | Kampioen (2007, 2008)   |
| Nederland   | Eliteronde: Beste tweede    | Kampioen (2011, 2012)   |
| Ierland     | Eliteronde: Beste tweede    | Groepsfase (2008)       |
| Rusland     | Eliteronde: Beste tweede    | Kampioen (2006 en 2013) |
| Slovenië    | Eliteronde: Beste tweede    | Groepsfase (2012)       |
| Schotland   | Eliteronde: Beste tweede    | Halve finale (2014)     |
| Italië      | Eliteronde: Beste tweede    | Finalist (2013)         |

## Groepsfase

### Groep A
| Pos | Team          | Wed | W | G | V | Ptn | DV | DT | +/− | Kwalificatie  |
| --- | ------------- | --- | - | - | - | --- | -- | -- | --- | ------------- |
| 1   | Kroatië       | 3   | 2 | 1 | 0 | 7   | 3  | 0  | +3  | Knock-outfase |
| 2   | Spanje        | 3   | 1 | 2 | 0 | 5   | 3  | 2  | +1  | Knock-outfase |
| 3   | Oostenrijk    | 3   | 0 | 2 | 1 | 2   | 2  | 3  | −1  |               |
| 4   | Bulgarije (G) | 3   | 0 | 1 | 2 | 1   | 2  | 5  | −3  |               |

|                          |                  |              |            |                                          |
| 6 mei 2015 15:00 (UTC+3) | Spanje           | 1–1          | Oostenrijk | Lazurstadion, Burgas Toeschouwers: 1.180 |
| 6 mei 2015 15:00 (UTC+3) | Aleñá 46' (pen.) | Externe link | Lovrić 62' | Lazurstadion, Burgas Toeschouwers: 1.180 |

|                          |           |              |                        |                                                 |
| 6 mei 2015 19:00 (UTC+3) | Bulgarije | 0–2          | Kroatië                | Beroestadion, Stara Zagora Toeschouwers: 10.640 |
| 6 mei 2015 19:00 (UTC+3) |           | Externe link | Babić 24' Blečić 80+3' | Beroestadion, Stara Zagora Toeschouwers: 10.640 |

|                          |            |              |            |                                            |
| 9 mei 2015 13:00 (UTC+3) | Kroatië    | 1–0          | Oostenrijk | Arena Sozopol, Sozopol Toeschouwers: 1.732 |
| 9 mei 2015 13:00 (UTC+3) | Lovren 52' | Externe link |            | Arena Sozopol, Sozopol Toeschouwers: 1.732 |

|                          |              |              |                          |                                          |
| 9 mei 2015 15:00 (UTC+3) | Bulgarije    | 1–2          | Spanje                   | Lazurstadion, Burgas Toeschouwers: 9.240 |
| 9 mei 2015 15:00 (UTC+3) | Yordanov 35' | Externe link | Zalazar 11' Villalba 47' | Lazurstadion, Burgas Toeschouwers: 9.240 |

|                           |            |              |              |                                            |
| 12 mei 2015 17:00 (UTC+3) | Oostenrijk | 1–1          | Bulgarije    | Arena Sozopol, Sozopol Toeschouwers: 2.213 |
| 12 mei 2015 17:00 (UTC+3) | Filip 34'  | Externe link | Yordanov 43' | Arena Sozopol, Sozopol Toeschouwers: 2.213 |

|                           |              |     |        |                                                    |
| 12 mei 2015 17:00 (UTC+3) | Kroatië      | 0–0 | Spanje | Chadzji Dimitarstadion, Sliven Toeschouwers: 1.782 |
| 12 mei 2015 17:00 (UTC+3) | Externe link |     |        | Chadzji Dimitarstadion, Sliven Toeschouwers: 1.782 |

### Groep B
| Pos | Team      | Wed | W | G | V | Ptn | DV | DT | +/− | Kwalificatie  |
| --- | --------- | --- | - | - | - | --- | -- | -- | --- | ------------- |
| 1   | Duitsland | 3   | 3 | 0 | 0 | 9   | 7  | 0  | +7  | Knock-outfase |
| 2   | België    | 3   | 2 | 0 | 1 | 6   | 4  | 2  | +2  | Knock-outfase |
| 3   | Tsjechië  | 3   | 1 | 0 | 2 | 3   | 1  | 7  | −6  |               |
| 4   | Slovenië  | 3   | 0 | 0 | 3 | 0   | 0  | 3  | −3  |               |

|                          |           |              |          |                                                  |
| 6 mei 2015 16:00 (UTC+3) | Tsjechië  | 1–0          | Slovenië | Chadzji Dimitarstadion, Sliven Toeschouwers: 754 |
| 6 mei 2015 16:00 (UTC+3) | Lingr 44' | Externe link |          | Chadzji Dimitarstadion, Sliven Toeschouwers: 754 |

|                          |        |              |                          |                                        |
| 6 mei 2015 19:00 (UTC+3) | België | 0–2          | Duitsland                | Lazurstadion, Burgas Toeschouwers: 612 |
| 6 mei 2015 19:00 (UTC+3) |        | Externe link | Passlack 43' Schmidt 46' | Lazurstadion, Burgas Toeschouwers: 612 |

|                          |          |              |                                             |                                            |
| 9 mei 2015 16:00 (UTC+3) | Tsjechië | 0–3          | België                                      | Arena Sozopol, Sozopol Toeschouwers: 1.228 |
| 9 mei 2015 16:00 (UTC+3) |          | Externe link | Azzaoui 29', 75' (pen.) Van Vaerenbergh 78' | Arena Sozopol, Sozopol Toeschouwers: 1.228 |

|                          |          |              |              |                                          |
| 9 mei 2015 19:00 (UTC+3) | Slovenië | 0–1          | Duitsland    | Lazurstadion, Burgas Toeschouwers: 1.508 |
| 9 mei 2015 19:00 (UTC+3) |          | Externe link | Eggestein 8' | Lazurstadion, Burgas Toeschouwers: 1.508 |

|                           |                                            |              |          |                                                |
| 12 mei 2015 19:00 (UTC+3) | Duitsland                                  | 4–0          | Tsjechië | Beroestadion, Stara Zagora Toeschouwers: 1.206 |
| 12 mei 2015 19:00 (UTC+3) | Passlack 10', 40+2' Karakas 33' Sağlam 53' | Externe link |          | Beroestadion, Stara Zagora Toeschouwers: 1.206 |

|                           |          |              |                       |                                        |
| 12 mei 2015 19:00 (UTC+3) | Slovenië | 0–1          | België                | Lazurstadion, Burgas Toeschouwers: 592 |
| 12 mei 2015 19:00 (UTC+3) |          | Externe link | Van Vaerenbergh 80+3' | Lazurstadion, Burgas Toeschouwers: 592 |

### Groep C
| Pos | Team        | Wed | W | G | V | Ptn | DV | DT | +/− | Kwalificatie  |
| --- | ----------- | --- | - | - | - | --- | -- | -- | --- | ------------- |
| 1   | Frankrijk   | 3   | 3 | 0 | 0 | 9   | 7  | 0  | +7  | Knock-outfase |
| 2   | Rusland     | 3   | 1 | 1 | 1 | 4   | 4  | 3  | +1  | Knock-outfase |
| 3   | Griekenland | 3   | 1 | 1 | 1 | 4   | 3  | 3  | 0   |               |
| 4   | Schotland   | 3   | 0 | 0 | 3 | 0   | 0  | 8  | −8  |               |

|                          |                               |              |                                |                                            |
| 7 mei 2015 16:00 (UTC+3) | Griekenland                   | 2–2          | Rusland                        | Arena Sozopol, Sozopol Toeschouwers: 2.000 |
| 7 mei 2015 16:00 (UTC+3) | Kirtzialidis 37' Pavlidis 64' | Externe link | Pletnyov 59' Yegor Denisov 72' | Arena Sozopol, Sozopol Toeschouwers: 2.000 |

|                          |           |              |                                                      |                                              |
| 7 mei 2015 17:00 (UTC+3) | Schotland | 0–5          | Frankrijk                                            | Beroestadion, Stara Zagora Toeschouwers: 326 |
| 7 mei 2015 17:00 (UTC+3) |           | Externe link | Ikoné 18', 20' Édouard 25' Boutobba 35' Doucouré 47' | Beroestadion, Stara Zagora Toeschouwers: 326 |

|                           |         |              |             |                                                    |
| 10 mei 2015 16:00 (UTC+3) | Rusland | 0–1          | Frankrijk   | Chadzji Dimitarstadion, Sliven Toeschouwers: 2.255 |
| 10 mei 2015 16:00 (UTC+3) |         | Externe link | Édouard 50' | Chadzji Dimitarstadion, Sliven Toeschouwers: 2.255 |

|                           |              |              |           |                                            |
| 10 mei 2015 17:00 (UTC+3) | Griekenland  | 1–0          | Schotland | Arena Sozopol, Sozopol Toeschouwers: 1.154 |
| 10 mei 2015 17:00 (UTC+3) | Pavlidis 39' | Externe link |           | Arena Sozopol, Sozopol Toeschouwers: 1.154 |

|                           |               |              |             |                                          |
| 13 mei 2015 17:00 (UTC+3) | Frankrijk     | 1–0          | Griekenland | Arena Sozopol, Sozopol Toeschouwers: 983 |
| 13 mei 2015 17:00 (UTC+3) | Rambaud 80+4' | Externe link |             | Arena Sozopol, Sozopol Toeschouwers: 983 |

|                           |                                |              |           |                                                  |
| 13 mei 2015 17:00 (UTC+3) | Rusland                        | 2–0          | Schotland | Chadzji Dimitarstadion, Sliven Toeschouwers: 885 |
| 13 mei 2015 17:00 (UTC+3) | Yegor Denisov 52' Pletnyov 65' | Externe link |           | Chadzji Dimitarstadion, Sliven Toeschouwers: 885 |

### Groep D
| Pos | Team      | Wed | W | G | V | Ptn | DV | DT | +/− | Kwalificatie  |
| --- | --------- | --- | - | - | - | --- | -- | -- | --- | ------------- |
| 1   | Engeland  | 3   | 2 | 1 | 0 | 7   | 3  | 1  | +2  | Knock-outfase |
| 2   | Italië    | 3   | 1 | 1 | 1 | 4   | 3  | 2  | +1  | Knock-outfase |
| 3   | Nederland | 3   | 0 | 3 | 0 | 3   | 2  | 2  | 0   |               |
| 4   | Ierland   | 3   | 0 | 1 | 2 | 1   | 0  | 3  | −3  |               |

|                          |              |     |           |                                            |
| 7 mei 2015 13:00 (UTC+3) | Ierland      | 0–0 | Nederland | Arena Sozopol, Sozopol Toeschouwers: 1.500 |
| 7 mei 2015 13:00 (UTC+3) | Externe link |     |           | Arena Sozopol, Sozopol Toeschouwers: 1.500 |

|                          |        |              |             |                                          |
| 7 mei 2015 19:00 (UTC+3) | Italië | 0–1          | Engeland    | Lazurstadion, Burgas Toeschouwers: 2.530 |
| 7 mei 2015 19:00 (UTC+3) |        | Externe link | Edwards 47' | Lazurstadion, Burgas Toeschouwers: 2.530 |

|                           |         |              |                          |                                              |
| 10 mei 2015 16:00 (UTC+3) | Ierland | 0–2          | Italië                   | Beroestadion, Stara Zagora Toeschouwers: 573 |
| 10 mei 2015 16:00 (UTC+3) |         | Externe link | Lo Faso 9' Mazzocchi 56' | Beroestadion, Stara Zagora Toeschouwers: 573 |

|                           |                    |              |                        |                                                |
| 10 mei 2015 20:00 (UTC+3) | Nederland          | 1–1          | Engeland               | Beroestadion, Stara Zagora Toeschouwers: 1.063 |
| 10 mei 2015 20:00 (UTC+3) | Boultam 56' (pen.) | Externe link | Fosu-Mensah 18' (e.d.) | Beroestadion, Stara Zagora Toeschouwers: 1.063 |

|                           |             |              |         |                                              |
| 13 mei 2015 19:00 (UTC+3) | Engeland    | 1–0          | Ierland | Beroestadion, Stara Zagora Toeschouwers: 974 |
| 13 mei 2015 19:00 (UTC+3) | Edwards 71' | Externe link |         | Beroestadion, Stara Zagora Toeschouwers: 974 |

|                           |                    |              |            |                                          |
| 13 mei 2015 19:00 (UTC+3) | Nederland          | 1–1          | Italië     | Lazurstadion, Burgas Toeschouwers: 1.258 |
| 13 mei 2015 19:00 (UTC+3) | Giraudo 63' (e.d.) | Externe link | Cutrone 6' | Lazurstadion, Burgas Toeschouwers: 1.258 |

## Knock-outfase
In the knock-outfase, werden gelijkspellen beslist met strafschoppen. Er werd geen extra tijd gespeeld.
|  | kwartfinale           | kwartfinale           |                 |       | halve finale | halve finale |  |  | finale | finale |
|  |                       |                       |                 |       |              |              |  |  |        |        |
|  |                       |                       |                 |       |              |              |  |  |        |        |
|  | 15 mei – Burgas       |                       |                 |       |              |              |  |  |        |        |
|  |                       |                       |                 |       |              |              |  |  |        |        |
|  | Kroatië               | 1 (3)                 |                 |       |              |              |  |  |        |        |
|  | Kroatië               | 1 (3)                 | 19 mei – Burgas |       |              |              |  |  |        |        |
|  | België                | 1 (5)                 |                 |       |              |              |  |  |        |        |
|  | België                | 1 (5)                 | België          | 1 (1) |              |              |  |  |        |        |
|  | 16 mei – Stara Zagora |                       | België          | 1 (1) |              |              |  |  |        |        |
|  |                       | Frankrijk             | 1 (2)           |       |              |              |  |  |        |        |
|  | Frankrijk             | Frankrijk             | 1 (2)           | 3     |              |              |  |  |        |        |
|  | Frankrijk             |                       | 22 mei – Burgas | 3     |              |              |  |  |        |        |
|  | Italië                | 0                     |                 |       |              |              |  |  |        |        |
|  | Italië                | 0                     | Frankrijk       | 4     |              |              |  |  |        |        |
|  | 15 mei – Stara Zagora |                       | Frankrijk       | 4     |              |              |  |  |        |        |
|  |                       | Duitsland             | 1               |       |              |              |  |  |        |        |
|  | Duitsland             | Duitsland             | 1               | 0 (4) |              |              |  |  |        |        |
|  | Duitsland             | 19 mei – Stara Zagora |                 | 0 (4) |              |              |  |  |        |        |
|  | Spanje                | 0 (2)                 |                 |       |              |              |  |  |        |        |
|  | Spanje                | 0 (2)                 | Duitsland       | 1     |              |              |  |  |        |        |
|  | 16 mei – Burgas       |                       | Duitsland       | 1     |              |              |  |  |        |        |
|  |                       | Rusland               | 0               |       |              |              |  |  |        |        |
|  | Engeland              | Rusland               | 0               | 0     |              |              |  |  |        |        |
|  | Engeland              |                       |                 | 0     |              |              |  |  |        |        |
|  | Rusland               | 1                     |                 |       |              |              |  |  |        |        |
|  | Rusland               | 1                     |                 |       |              |              |  |  |        |        |

| Play-off (19 mei – Sozopol) |         |   |
|                             |         |   |
|                             | Kroatië | 1 |
|                             | Italië  | 0 |

| Play-off (19 mei – Sliven) |          |       |
|                            |          |       |
|                            | Spanje   | 0 (3) |
|                            | Engeland | 0 (5) |

### Kwartfinales
Winnaars kwalificeerden zich voor het Wereldkampioenschap. Verliezers gingen naar de play-offs.
|                           |                          |              |                                                   |                                          |
| 15 mei 2015 16:00 (UTC+3) | Kroatië                  | 1–1          | België                                            | Lazurstadion, Burgas Toeschouwers: 1,073 |
| 15 mei 2015 16:00 (UTC+3) | Majić 34'                | Externe link | Azzaoui 53'                                       | Lazurstadion, Burgas Toeschouwers: 1,073 |
| 15 mei 2015 16:00 (UTC+3) | Strafschoppen            |              |                                                   | Lazurstadion, Burgas Toeschouwers: 1,073 |
| 15 mei 2015 16:00 (UTC+3) | Moro Brekalo Lovren Sosa | 3–5          | Janssens Van Vaerenbergh Daneels Ademoglu Azzaoui | Lazurstadion, Burgas Toeschouwers: 1,073 |

|                           |                           |     |                             |                                                |
| 15 mei 2015 19:00 (UTC+3) | Duitsland                 | 0–0 | Spanje                      | Beroestadion, Stara Zagora Toeschouwers: 2,423 |
| 15 mei 2015 19:00 (UTC+3) | Externe link              |     |                             | Beroestadion, Stara Zagora Toeschouwers: 2,423 |
| 15 mei 2015 19:00 (UTC+3) | Strafschoppen             |     |                             | Beroestadion, Stara Zagora Toeschouwers: 2,423 |
| 15 mei 2015 19:00 (UTC+3) | Gül Janelt Passlack Özcan | 4–2 | Pepelu Olmo Aleñá Rodríguez | Beroestadion, Stara Zagora Toeschouwers: 2,423 |

|                           |          |              |             |                                          |
| 16 mei 2015 16:00 (UTC+3) | Engeland | 0–1          | Rusland     | Lazurstadion, Burgas Toeschouwers: 2.085 |
| 16 mei 2015 16:00 (UTC+3) |          | Externe link | Tatayev 29' | Lazurstadion, Burgas Toeschouwers: 2.085 |

|                           |                           |              |        |                                                |
| 16 mei 2015 19:00 (UTC+3) | Frankrijk                 | 3–0          | Italië | Beroestadion, Stara Zagora Toeschouwers: 2,114 |
| 16 mei 2015 19:00 (UTC+3) | Édouard 5', 72' Ikoné 53' | Externe link |        | Beroestadion, Stara Zagora Toeschouwers: 2,114 |

### Play-offs
Winnaars kwalificeerde voor het Wereldkampioenschap.
|                           |          |              |        |                                          |
| 19 mei 2015 16:00 (UTC+3) | Kroatië  | 1–0          | Italië | Arena Sozopol, Sozopol Toeschouwers: 344 |
| 19 mei 2015 16:00 (UTC+3) | Moro 15' | Externe link |        | Arena Sozopol, Sozopol Toeschouwers: 344 |

|                           |                             |     |                                     |                                                  |
| 19 mei 2015 16:00 (UTC+3) | Spanje                      | 0–0 | Engeland                            | Chadzji Dimitarstadion, Sliven Toeschouwers: 984 |
| 19 mei 2015 16:00 (UTC+3) | Externe link                |     |                                     | Chadzji Dimitarstadion, Sliven Toeschouwers: 984 |
| 19 mei 2015 16:00 (UTC+3) | Strafschoppen               |     |                                     | Chadzji Dimitarstadion, Sliven Toeschouwers: 984 |
| 19 mei 2015 16:00 (UTC+3) | Pepelu Olmo Villalba Martín | 3–5 | Edwards Ugbo Willock Oxford Suliman | Chadzji Dimitarstadion, Sliven Toeschouwers: 984 |

### Halve finales
|                           |                                                   |              |                                       |                                          |
| 19 mei 2015 16:00 (UTC+3) | België                                            | 1–1          | Frankrijk                             | Lazurstadion, Burgas Toeschouwers: 1.850 |
| 19 mei 2015 16:00 (UTC+3) | Seigers 52'                                       | Externe link | Édouard 23'                           | Lazurstadion, Burgas Toeschouwers: 1.850 |
| 19 mei 2015 16:00 (UTC+3) | Strafschoppen                                     |              |                                       | Lazurstadion, Burgas Toeschouwers: 1.850 |
| 19 mei 2015 16:00 (UTC+3) | Janssens Van Vaerenbergh Daneels Ademoglu Azzaoui | 1–2          | Janvier Cognat Pelican Zidane Édouard | Lazurstadion, Burgas Toeschouwers: 1.850 |

|                           |           |              |         |                                                |
| 19 mei 2015 19:00 (UTC+3) | Duitsland | 1–0          | Rusland | Beroestadion, Stara Zagora Toeschouwers: 4,127 |
| 19 mei 2015 19:00 (UTC+3) | Serra 68' | Externe link |         | Beroestadion, Stara Zagora Toeschouwers: 4,127 |

### Finale
|                           |                                        |              |             |                                           |
| 22 mei 2015 20:00 (UTC+3) | Frankrijk                              | 4–1          | Duitsland   | Lazurstadion, Burgas Toeschouwers: 14,680 |
| 22 mei 2015 20:00 (UTC+3) | Édouard 40', 47', 70' Gül 80+3' (e.d.) | Externe link | Karakas 50' | Lazurstadion, Burgas Toeschouwers: 14,680 |